# Coupe de Belgique masculine de handball 2001-2002
Navigation
Édition précédente Édition suivante
La Coupe de Belgique masculine de handball de 2001-2002 fut la 38e édition de cette compétition organisée par l'Union royale belge de handball (URBH)
La finale se joua à Liège le 30 mars 2002, elle opposa le Sporting Neerpelt, affilié à la VHV et tenant du titre à la formation du HC Eynatten, affilié à la LFH, soit la même affiche que lors de la saison précédente.
Ce fut le Sporting Neerpelt qui remporta la Coupe de Belgique pour la huitième fois de son histoire.

## Phase finale

### Quarts de finale
- : Tenant du titre

| Lieu         | Club               | Aller | Total | Retour | Club                | Lieu                 |
| ------------ | ------------------ | ----- | ----- | ------ | ------------------- | -------------------- |
| Maasmechelen | HC Maasmechelen 65 | 27-37 | 38-69 | 21-32  | Sporting Neerpelt   | Neerpelt             |
| Hasselt      | Initia HC Hasselt  | 13-24 | 34-43 | 21-19  | HC Eynatten         | Raeren               |
| Hoboken      | KV Sasja HC        | 34-22 | 61-50 | 27-28  | Kreasa HB Houthalen | Houthalen-Helchteren |
| Tongres      | HC Tongeren        | 25-29 | 57-53 | 32-24  | Union Beynoise      | Beyne-Heusay         |

### Demi-finales
- : Tenant du titre

| Lieu    | Club        | Aller | Total  | Retour | Club              | Lieu     |
| ------- | ----------- | ----- | ------ | ------ | ----------------- | -------- |
| Hoboken | KV Sasja    | 27-24 | 50-'57 | 23-33  | HC Eynatten       | Raeren   |
| Tongres | HC Tongeren | 22-31 | 53-50  | 21-25  | Sporting Neerpelt | Neerpelt |

### Finale
- : Tenant du titre

| 30 mars 2002 | Sporting Neerpelt | 26 - 24 | HC Eynatten       | Liège, Country Hall |
| 30 mars 2002 | Dobrzinski 9      | (12-10) | Rudolf Tonkovic 9 | Liège, Country Hall |

- Sporting Neerpelt : Biesmans, Loenders; Moudir 1, Lambrighs 0, Lenders 2, Dobrzinski 9, Eussen 5, Schonk 0, Vandeweyer 0, Charlier 6, Timmermans 1, Graf 2.
- HC Eynatten : Marquardt, Greco; Werding 0, Krstev 2, Tonkovic 9, Stettner 2, Hagemann 2, Kryskow 6, Schuransky 1, Hassels 0, Strijkers 2.

## Vainqueur
| Coupe de Belgique de handball 2000-2001 Sporting Neerpelt 8e titre |